# Ingeborg Weber-Kellermann
Ingeborg Weber-Kellermann (* 26. Juni 1918 in Berlin; † 12. Juni 1993 in Marburg) war eine deutsche Volkskundlerin.

## Werdegang

### Wissenschaftliche Tätigkeit

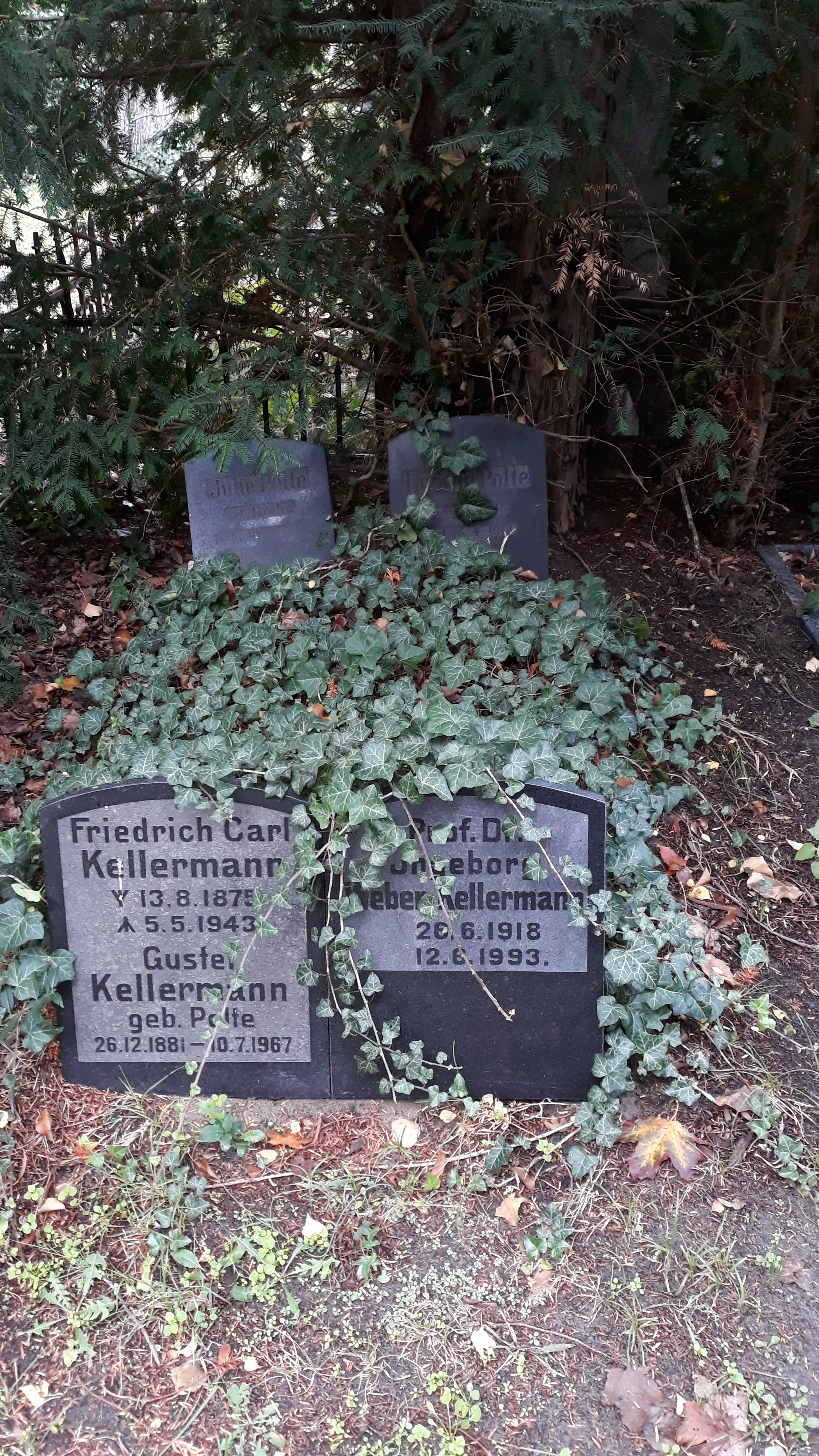
Das Grab von Ingeborg Weber-Kellermann im Familiengrab Polte-Kellermann auf dem Evangelischen Luisenkirchhof II in Berlin.

Ingeborg Weber-Kellermann studierte zunächst Volkskunde, Ethnologie, Anthropologie und Vorgeschichte, unter anderem bei Adolf Spamer. Nach ihrer Promotion an der Friedrich-Wilhelms-Universität Berlin im Jahre 1940 arbeitete sie für Regierungsstellen und wurde von der Volksdeutschen Mittelstelle (VoMi) als Nachwuchswissenschaftlerin von Februar bis November 1944 nach Käsmark in der Slowakei entsandt, wo sie die volkstumspolitische Sammlungsarbeit von Hertha Wolf-Beranek an dem von der NSDAP und der slowakischen Deutschen Partei geführten Institut für Heimatforschung (IHF) fortführen sollte. Das Kriegsende erlebte sie als Rot-Kreuz-Schwester in Prag, wo sie auch mit befreiten Juden aus dem KZ Theresienstadt zusammentraf, was ihre späteren Ansichten und Arbeiten prägte. Von 1946 bis 1959 war sie Wissenschaftliche Mitarbeiterin und dann bis 1960 Stellvertretende Direktorin am Institut für deutsche Volkskunde der Deutschen Akademie der Wissenschaften zu Berlin (DAW) in  Ost-Berlin, lebte aber in West-Berlin. Im selben Jahr wechselte sie ans Institut für mitteleuropäische Volksforschung, das spätere Institut für Europäische Ethnologie/Kulturwissenschaft, an der Universität Marburg. Nach ihrer Habilitation 1963 war sie von 1968 bis 1985 Professorin für Europäische Ethnologie. Ihre Forschungsschwerpunkte waren Kindheits- und Familiensoziologie, Interethnik sowie Feste, Bräuche und Lieder. Ihr 1982 erschienenes Buch der Weihnachtslieder stellte die Entwicklung des Weihnachtsliedes vom Priestergesang bis zum familiären Weihnachtslied in kritischer Edition dar, war aber auch als populäres Gesangbuch für die Adventszeit konzipiert, das bis 1984 in drei Auflagen erschien und noch heute verlegt wird.
Ingeborg Weber-Kellermann kritisierte die stark von „Blut-und-Boden“-Ideologie geprägte Ausrichtung der  Volkskunde und insbesondere die Sprachinselforschung (durch Kuhn, Jungbauer, Künzig u. v. m.). Dieser stellte sie ihr Konzept der Interethnik gegenüber, das Akkulturations- und interkulturelle Übernahmeprozesse in den Mittelpunkt stellt. 1985 wurde ihr die Wilhelm-Leuschner-Medaille verliehen, da sie „die Volkskunde von der Volkstümelei befreit“ habe.

### Privates
Obwohl ihre Eltern Gegner des Nationalsozialismus waren, trat Weber-Kellermann als Kind dem Bund Deutscher Mädel bei, war aber später nie Mitglied der NSDAP.
Ingeborg Weber-Kellermann war verheiratet; ihre Ehe wurde vor 1968 geschieden. Ihr Sohn Heinz war in den 1970er Jahren als Kameramann bei Filmproduktionen seiner Mutter tätig, beispielsweise für „Bauernherbst in Maramures“ (1972).

## Schriften (Auswahl)
- Josefsdorf: Lebensbild eines deutschen Dorfes in Slawonien (= Deutsche Schriften zur Landes- und Volksforschung. Band 15). Hirzel, Leipzig 1942, DNB 363021566 (Dissertation, Universität Berlin, 1941, 84 Seiten).
- Zur Frage der interethnischen Beziehungen in der Sprachinselvolkskunde. In: Österreichische Zeitschrift für Volkskunde. Band 62 (1959), S. 19–47.
- Erntebrauch in der ländlichen Arbeitswelt des 19. Jahrhunderts. Auf Grund der Mannhardtbefragung in Deutschland von 1865 (= Veröffentlichungen des Instituts für Mitteleuropäische Volksforschung an der Philipps-Universität Marburg-Lahn. Reihe A, Band 2). Elwert, Marburg 1965 (Habilitationsschrift, Universität Marburg).
- Probleme interethnischer Forschungen in Südosteuropa. In: Ethnologia Europaea. Band 1 (1967), Heft 3, S. 218–231.
- Deutsche Volkskunde zwischen Germanistik und Sozialwissenschaften (= Sammlung Metzler. Band 79). Metzler, Stuttgart 1969.
- (mit Walter Stolle) Volksleben in Hessen 1970. Arbeit, Werktag und Fest in traditioneller und industrieller Gesellschaft. Schwartz, Göttingen 1971, ISBN 3-509-00565-1.
- Die deutsche Familie. Versuch einer Sozialgeschichte (= Suhrkamp-Taschenbuch. Band 185). Suhrkamp, Frankfurt am Main 1971; Neuauflage ebenda 1974, ISBN 3-518-06685-4.
- (mit Annemie Schenk) Interethnik und sozialer Wandel in einem mehrsprachigen Dorf des rumänischen Banats (= Marburger Studien zur vergleichenden Ethnosoziologie. Band 3). Marburger Studienkreis für Europäische Ethnologie, Marburg 1973.
- Die Familie. Geschichte, Geschichten und Bilder. Insel, Frankfurt am Main 1976, ISBN 3-458-05020-5.
- (Hrsg.) Zur Interethnik: Donauschwaben, Siebenbürger Sachsen und ihre Nachbarn. Suhrkamp, Frankfurt am Main 1978, ISBN 3-518-07480-6.
- Brauch, Familie, Arbeitsleben. Schriften (= Marburger Studien zur vergleichenden Ethnosoziologie. Band 10). Marburg 1978.
- Das Weihnachtsfest. Eine Kultur- und Sozialgeschichte der Weihnachtszeit. Bucher, Luzern / Frankfurt am Main 1978, ISBN 3-7658-0273-5.
- Die Kindheit. Kleidung und Wohnen, Arbeit und Spiel. Eine Kulturgeschichte. Frankfurt am Main 1979, ISBN 3-458-05095-7.
- Volksfeste in Deutschland). HB, Hamburg 1981 (= HB-Bildatlas spezial, Band 3.
- Das Buch der Weihnachtslieder. Mit Klavier- oder Orgelbegleitung. Musikalische Bearbeitung von Hilger Schallehn. Schott, Mainz 1982, ISBN 3-7957-2061-3. Taschenbuch: Melodieausgabe mit Akkordbezifferung. 12. Auflage. Atlantis, Mainz 2010, ISBN 978-3-254-08213-8 (Serie Musik Atlantis-Schott, Band 8213).
- Frauenleben im 19. Jahrhundert. Empire und Romantik, Biedermeier, Gründerzeit. Beck, München 1983, ISBN 3-406-08516-4.
- Der Kinder neue Kleider. 200 Jahre deutscher Kindermoden in ihrer sozialen Zeichensetzung (= Suhrkamp-Taschenbuch. Band 1128). Suhrkamp, Frankfurt am Main 1985, ISBN 3-518-37628-4.
- Saure Wochen, frohe Feste. Fest und Alltag in der Sprache der Bräuche. Bucher, München / Luzern 1985, ISBN 3-7658-0471-1.
- Landleben im 19. Jahrhundert. Beck, München 1987, ISBN 3-406-32177-1.
- Vom Handwerkersohn zum Millionär. Eine Berliner Karriere des 19. Jahrhunderts. Beck, München 1990, ISBN 3-406-34707-X (Biografie des Wilhelm Weber).
- Die Kinderstube (= Insel-Bücherei. Band 1126). Insel, Frankfurt am Main 1991, ISBN 3-458-19126-7.
- Die helle und die dunkle Schwelle. Wie Kinder Geburt und Tod erleben. Beck, München 1994, ISBN 3-406-37425-5 (= Beck’sche Reihe. Band 1035).
- Erinnern und vergessen: Autobiographisches und weitere Materialien. Hrsg. v. Siegfried Becker, Andreas Bimmer. Jonas, Marburg 1993, ISBN 3-89445-240-4.
- Das Buch der Kinderlieder. 235 alte und neue Lieder. Kulturgeschichte, Noten, Texte, Bilder. Klaviersätze von Hilger Schallehn und Manfred Schmitz. Schott, Mainz 1997, ISBN 3-7957-2063-X. Taschenbuch: Melodieausgabe mit Akkordbezifferung (Serie Musik Atlantis-Schott, Band 8370). 2. Auflage. Atlantis, Mainz 2010, ISBN 978-3-254-08370-8.

Des Weiteren eine Reihe von Filmen.